# Russ Bradley
Russ Bradley, właściwie Russell Bradley (ur. 17 listopada 1965 w Worcester) – angielski strongman.
Mistrz Wielkiej Brytanii Strongman w 1996 r.

## Życiorys
Wziął udział w Mistrzostwach Świata Strongman 1997 i Mistrzostwach Świata Strongman 1998, w obu jednak nie zakwalifikował się do finału.
Wymiary:
- wzrost 192 cm
- waga 130 kg
- biceps 51 cm
- klatka piersiowa 132 cm

## Osiągnięcia strongman
- 1996
  - 1. miejsce - Mistrzostwa Wielkiej Brytanii Strongman